# Josep Colom i Rincón
Josep Colom i Rincón (Barcelona, 11 de gener de 1947) és un pianista català.
Josep Maria Colom neix a Barcelona, en els difícils anys de la postguerra. Comença els estudis de piano al Conservatori Superior Municipal de Música de Barcelona amb la seva tia, Rosa Colom, i Joan Guinjoan. Més tard es trasllada a París per estudiar a l'Escola Normal de Música. Entre els premis rebuts, destaquen el primer premi al Concurso Internacional de Piano de Santander "Paloma O'Shea" (1978) i primers premis als concursos de piano de Jaén i Épinal (França) l'any 1977. Des del seu debut al Teatre dels Camps Elisis a París l'any 1979, ha fet gires constants oferint concerts i recitals amb orquestres i grups de cambra de tota mena. I també amb solistes de lieder com la catalana Montserrat Suñé i Ysamat.
El primer enregistrament el va fer l'any 1982 amb les sonates completes de Manuel Blasco de Nebra, amb el segell Etnos, pel qual fou guardonat pel Ministerio de Cultura de España. L'any 1989 enregistrà l'obra completa per a piano de Manuel de Falla (amb el segell Circé), àlbum considerat per la revista Fanfare com la millor versió del moment. També ha enregistrat l'obra de Frederic Mompou, els concerts de Brahms, així com obres de Fauré, Debussy, Ravel i Brahms en col·laboració amb la pianista Carmen Deleito.